# 한헤라
한헤라(1990년 3월 21일~)는 대한민국의 크로스오버 뮤지션이자 패션모델 및 인플루언서이다.

## 이력
덕원예술고등학교를 다니다가 뉴질랜드 오투모에타이 대학 (Otumoetai College) 유학을 다녀온 후 동덕여자대학교 예술대학 성악과를 수석으로 졸업하였다. 서울시립대학교 대학원에서 음악학 뮤지컬 석사학을 마쳤다.

## 학력
- 덕원예술고등학교 졸업
- 오투모에타이 대학 유학
- 동덕여자대학교 성악과 수석 졸업
- 서울시립대학교 대학원 음악학 뮤지컬 석사학 졸업

## 주요 출연작

### 뮤지컬
- 2009 트라우마
- 2009 푸른말들의 관한 기억, 창작뮤지컬 능소
- 2011 오페라의 유령
- 2012~2015 수원과학대학교 뮤지컬과 출강

### 작가
- 2003 한국동요음악협회《새노래 29집》 출판

### 텔레비전 프로그램
- 2019년 10월 18일 슈퍼탤런트 《에펠탑》
- 2019년 11월 2일 슈퍼탤런트 《로마》

## 수상
- 2019년 슈퍼탤런트 코리아 《대상》 수상
- 2019년 슈퍼탤런트 오브 더 월드 세계대회 《탑 5》 수상

## 같이 보기
- 웅산 (가수)
- 조수미
- 박정현
- 옥주현
- 차지연
- 팝페라